# Annibale d'Annibaldi
Annibale d'Annibaldi  (né vers 1220/1230 près de  Rome dans le Latium en Italie, et mort à Orvieto en 1272) est un cardinal italien du XIIIe siècle. Il est un neveu de Riccardo Annibaldi (1237) et est membre de l'ordre des dominicains.

## Biographie
Annibale d'Annibaldi est notamment professeur à l'université de Paris et maître du palais apostolique en 1260.
Le pape Urbain IV le crée cardinal lors du consistoire du 22 mai 1262.
Le cardinal d'Annibaldi participe à l'élection papale de 1264-1265, lors de laquelle Clément IV est élu et à l'élection de 1268-1271 (élection de Grégoire X). Il est le dédicataire de la Catena Aurea de Thomas d'Aquin sur les évangiles de Marc, Luc et Jean.